# Drei Reine

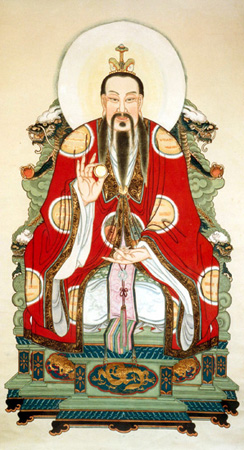
Der Himmelsehrwürdige des Uranfangs (Yuanshi Tianzun)

Die Drei Reinen (chinesisch 三清, Pinyin Sān qīng, Jyutping Saam1 cing1, Pe̍h-ōe-jī Sam-tshing) stellen die höchste Triade des daoistischen Pantheons dar. Sie sind Verkörperungen des ursprünglichen Qì (元气,  yuánqì), des Dào sowie der kosmischen Gottheit.
Das Yuánqì wird verkörpert durch den Yuánshǐ Tiānzūn (元始天尊), den Himmelsehrwürdigen des Uranfangs, das Dào durch Língbǎo Tiānzūn (灵宝天尊), den Himmelsehrwürdigen des übernatürlichen Schatzes und die kosmische Gottheit durch den vergöttlichten Lǎozǐ, Tàishàng Dàojūn (太上道君), den höchsten Ehrwürdigen des Dào, bzw. Dàodé Tiānzūn (道德天尊), den Himmelsehrwürdigen des Weges und der Tugend, auch Lǎojūn (老君), der ehrwürdige Alte, genannt.
Die drei Reinen bezeichnen gleichfalls die drei Himmel, in denen diese Gottheiten residieren. Die drei Himmel sind Yùqīng (玉清), die Jadereinheit, dem Yuánshǐ Tiānzūn zugeordnet, Shàng qīng (上清), die höchste Reinheit, zugeordnet zum Língbǎo Tiānzūn und Tài qīng (太清), die große Reinheit mit dem Dàodé Tiānzūn.
Während der Song-Dynastie wurde der Yuánshǐ Tiānzūn durch den Jadekaiser (玉帝 Yù Dì oder 玉皇 Yù Huáng) als höchste Gottheit abgelöst.
Die Ikonographie der drei Reinen ist vielgestaltig und wurde oft insbesondere für liturgische Zwecke dargestellt. Die drei haben heitere Gesichter und thronen Seite an Seite umgeben von einer reichverzierten Aureole. Ihre Mäntel werden geschmückt von Wolken, Sternbildern, Perlen und Trigrammen. Sie tragen die Kopfbedeckung daoistischer Priester und vor jedem befindet sich der Kopf eines Ungeheuers.
Der Yuánshǐ Tiānzūn sitzt in der Mitte, zuweilen mit den acht Trigrammen in seiner Hand, zu seiner Rechten sitzt Lǎozǐ, mit einem Fächer in der Hand und zu seiner Linken der Língbǎo Tiānzūn, der ein Zepter in Form eines magischen Pilzes hält.
Heutzutage verehren die meisten daoistischen Gruppierungen die drei Reinen. Einige Gruppen verehren den vergöttlichten Lǎozǐ als höchste Gottheit, da sie annehmen, er sei das Dào selbst, habe bereits vor der Entstehung des Kosmos existiert und erscheine in unterschiedlichen Formen. In jedem daoistischen Tempel gibt es eine Halle der drei Reinen.